# تولید قهوه در فیلیپین

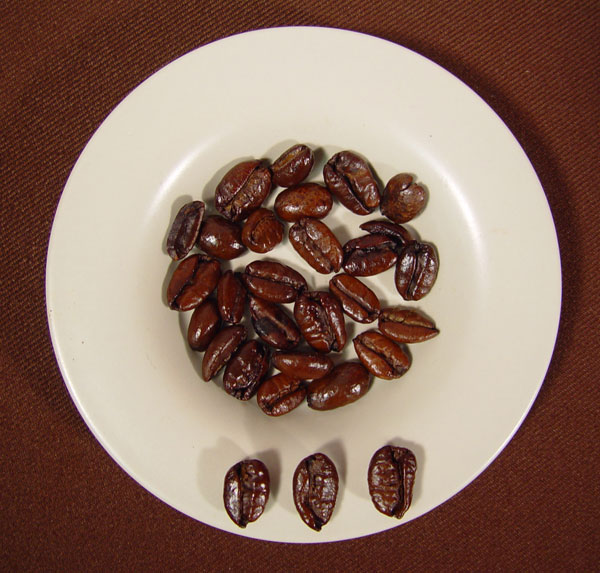
دانه‌های قهوه لیبریکا محصول جزیره میندورو

تولید قهوه در فیلیپین، گفته شده که قهوه در حدود سال ۱۶۹۶ هنگامی که هلندی‌ها قهوه را در جزایر رایج کردند، در فیلیپین شناخته شد. تولید قهوه در یک دوره ای، صنعت اصلی در فیلیپین بود، به نحوی که در دههٔ ۱۸۰۰ این کشور چهارمین تولید کننده بزرگ قهوه در دنیا بود.
فیلیپین از معدود کشورهایی است که چهار گونه اصلی قهوه؛ عربیکا، باراکو، لیبریکا و روبوستا را تولید می‌کند. ۹۰ درصد قهوه تولید شده در فیلیپین از نوع روبوستا است. تلاش‌هایی برای احیای صنعت قهوه انجام گرفته است.